# Escarmain
Escarmain é uma comuna francesa na região administrativa de Altos da França, no departamento de Nord. Estende-se por uma área de 6,4 km². Em 2010 a comuna tinha 480 habitantes (densidade: 75 hab./km²).